# Reginar al III-lea de Hainaut
Reginar al III-lea (sau Regnier) (n. cca. 920 – d. 973, în Boemia) a fost conte de Hainaut între 940 și 958.
Reginar a fost născut în Brabant, ca fiu al contelui Reginar al II-lea de Hainaut.
Împreună cu fratele său Rudolf, Reginar a luat parte la răscoala unchiului lor, Gilbert de Lorena. Când Gilbert a fost ucis în 939, Reginar a fost nevoit să presteze fidelitate față de regele Otto I cel Mare al Germaniei.
În continuare, el s-a aliat cu regele Ludovic al IV-lea al Franței, însă Otto I l-a trimis pe ducele Herman I de Suabia pentru a înăbuși rebeliunea în 944.
Otto l-a numit pe Conrad cel Roșu ca duce de Lotharingia, care a căutat să diminueze puterea lui Reginar. Cu toate acestea, atunci când Conrad s-a răsculat la rândul său împotriva lui Otto I, Reginar i-a acordat sprijinul. În contextul unei situații anarhice, Reginar a luat în posesiune zestrea reginei Gerberga, sora lui Otto și mama regelui Franței, ca și proprietatea Bisericii.
În 953, arhiepiscopul Bruno I de Köln, care fusese și el numit duce de Lotharingia, a restaurat ordinea și l-a înfrânt pe Reginar.
Dat fiind că Reginar a refuzat să se supună, el a fost exilat în Boemia, unde a și murit.

## Familia
Reginar a avut doi fii:
- Reginar al IV-lea de Mons
- Lambert I de Leuven